# Elaphoglossum ovalifolium
Elaphoglossum ovalifolium là một loài thực vật có mạch trong họ Lomariopsidaceae. Loài này được (Fée) H. Christ mô tả khoa học đầu tiên năm 1902.